# أندرو تايرنان
أندرو تايرنان (بالإنجليزية: Andrew Tiernan)‏ (و. 1965  م) هو ممثل، وممثل أفلام، ومخرج أفلام، وكاتب سيناريو، وممثل مسرحي، ومنتج أفلام، وممثل تلفزي بريطاني.

## التعليم
تعلم في مركز لندن للفنون الدرامية ‏
.

## وصلات خارجية
- أندرو تايرنان على موقع IMDb (الإنجليزية)
- أندرو تايرنان على موقع ألو سيني (الفرنسية)
- أندرو تايرنان على موقع أول موفي (الإنجليزية)
- أندرو تايرنان على موقع قاعدة بيانات الأفلام السويدية (السويدية)
- أندرو تايرنان على موقع قاعدة بيانات الفيلم (الإنجليزية)
- أندرو تايرنان على موقع كينوبويسك (الروسية)